# Liste der Kulturdenkmäler in Gräfendhron
In der Liste der Kulturdenkmäler in Gräfendhron sind alle Kulturdenkmäler der rheinland-pfälzischen Ortsgemeinde Gräfendhron aufgeführt. Grundlage ist die Denkmalliste des Landes Rheinland-Pfalz (Stand: 10. August 2023).

## Einzeldenkmäler
| Bezeichnung              | Lage                                        | Baujahr                  | Beschreibung                                                                        | Bild            |
| ------------------------ | ------------------------------------------- | ------------------------ | ----------------------------------------------------------------------------------- | --------------- |
| Brücke                   | Hauptstraße Lage                            | 18. oder 19. Jahrhundert | Straßenbrücke; zweibogige Bruchsteinkonstruktion, 18. oder 19. Jahrhundert          | Fotos hochladen |
| Mühle                    | Im Dhrontal 4 Lage                          | 1872                     | ehemalige Mühle; Streckhof, bezeichnet 1872                                         | BW              |
| Katholische Filialkirche | Kapellenstraße 1 Lage                       | 1785                     | kleiner Putzbau, 1785                                                               | BW              |
| Brücke                   | westlich des Ortes bei der Krakesmühle Lage | 19. Jahrhundert          | Straßenbrücke über die Dhron; einbogige Bruchsteinkonstruktion, 19. Jahrhundert (?) | BW              |